# Honda Aircraft Company

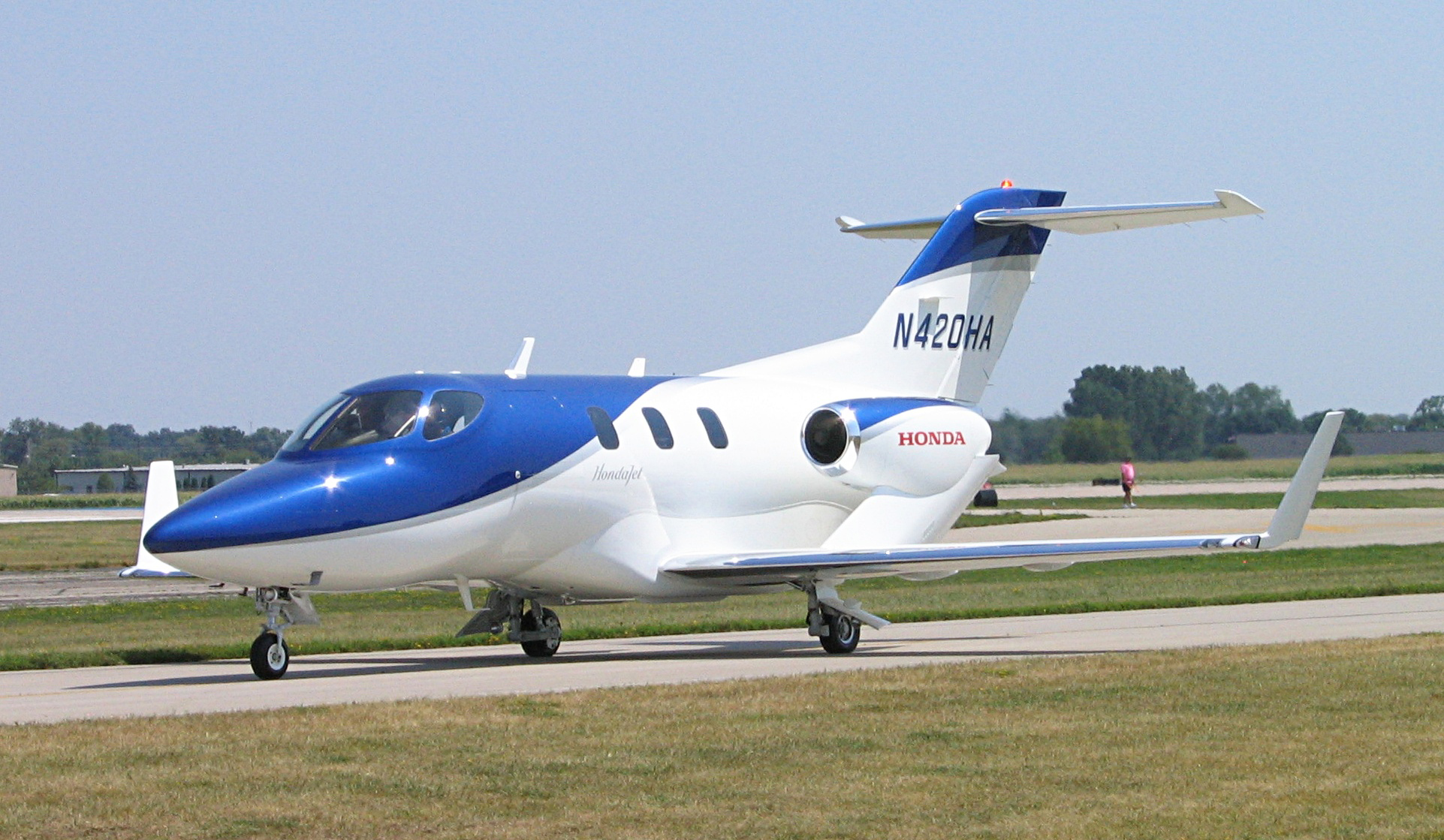
HondaJet

La Honda Aircraft Company es una compañía propiedad total de Honda Motor Company la cual ha desarrollado el prototipo HondaJet y está programado para fabricar y comercializar la versión de producción de la aeronave. La compañía fue creada como una entidad separada en agosto de 2006 bajo el liderazgo del presidente y director general Michimasa Fujino.
El 10 de octubre de 2011, Honda anunció en el campus de Guilford Technical Community College que la empresa construiría una instalación de 7432.2 de metros cuadrados, cerca de la sede mundial de Honda Aircraft Company en Greensboro, Carolina del Norte y añadir más de 400 puestos de trabajo a la ciudad.
La sede central se encuentra en la  Aeropuerto Internacional Piedmont Triad en Greensboro, Carolina del Norte, donde el prototipo del HondaJet fue desarrollado y probado volando. En febrero de 2007, la Honda Aircraft Company anunció planes para construir una oficina y fábrica de 19,900 metros cuadrados en Greensboro para apoyar la producción HondaJet para entregas en 2010. En abril de 2009, la compañía anunció un horario retrasado con los vuelos de prueba a principios de 2010 y las entregas a partir de finales de 2011. En agosto de 2010, Honda anunció nuevos retrasos: Los vuelos de prueba comenzaron en noviembre, pero realmente hasta el 21 de diciembre de 2010 no comenzaron y las primeras entregas a clientes se comunicaron que se entregarían en 2012.

## Productos
- Honda HA-420 HondaJet
- Honda MH02